# Волшаник, Валерий Валентинович
Вале́рий Валенти́нович Волша́ник (14 ноября 1939 — 23 сентября 2023) — советский и российский учёный в области гидравлики и инженерной гидрологии, специалист в области экологической экспертизы строительных объектов, доктор технических наук (1998), профессор (1999), почётный член РААСН по отделению строительных наук, член РИА, заслуженный работник высшей школы Российской Федерации (2004), почётный профессор НИУ МГСУ.

## Биография
В 1962 году с отличием окончил факультет гидротехнического строительства МИСИ им. В. В. Куйбышева по специальности «Гидротехническое строительство речных сооружений и ГЭС» с присуждением квалификации «Инженер-гидротехник».
В 1972 году защитил диссертацию на тему «Вопросы проектирования изогнутых отсасывающих труб поворотно лопастных гидротурбин с учётом режимов их работы», представленную на соискание учёной степени кандидата технических наук по научной специальности 05.14.10 — Гидроэлектростанции и гидроэнергетические установки.
В 1998 году защитил диссертацию на тему «Гидравлические характеристики вихревых устройств в гидротехнике, гидроэнергетике и инженерной гидроэкологии», представленную на соискание учёной степени доктора технических наук по научной специальности 05.23.16 — Гидравлика и инженерная гидрология. Докторскую диссертацию выполнил без научного консультанта. Официальными оппонентами выступили доктор технических наук А. Е. Асарин, доктор технических наук Б. А. Животовский и доктор технических наук С. А. Кузьмин, ведущей организацией — Научно-исследовательский институт энергетических сооружений (НИИЭС).
В 1999 году присвоено учёное звание профессора.
Вёл научную и педагогическую деятельность в МИСИ-МГСУ на кафедрах гидроэнергетики и использования водной энергии (ИВЭ), гидравлики и водных ресурсов (ГиВР), гидравлики и гидротехнического строительства (ГиГС).
С 22 сентября 2015 года (приказ Минобрнауки России от 22.09.2015 №1079/нк) до 24 марта 2023 года являлся заместителем председателя диссертационного совета 24.2.339.04 (Д 212.138.13) на базе НИУ МГСУ, представляя в нём научную специальность 25.00.36 — Геоэкология (строительство и ЖКХ).
15 января 2004 года было присвоено почётное звание «Заслуженный работник высшей школы Российской Федерации».
Являлся почётным членом Российской академии архитектуры и строительных наук по отделению строительных наук и членом Российской инженерной академии. В последней исполнял обязанности заместителя академика-секретаря отделения «Гидротехника и водное хозяйство».
За период своей научной деятельности написал более 400 научных работ, в числе которых 9 монографий и более 400 научных статей, а также 23 авторских свидетельства и патента. Индекс Хирша — 14.

## Награды
- Почётное звание «Заслуженный работник высшей школы Российской Федерации» (15 января 2004) — за заслуги в научной работе, значительный вклад в дело подготовки высококвалифицированных специалистов[9].
- Почётное звание «Почётный работник высшего профессионального образования».
- Медаль «Ветеран труда».
- Медаль «В память 850-летия Москвы».

## Избранная библиография
- Черных, О. Н. Современные водяные мельницы России: монография / О. Н. Черных, В. В. Волшаник, А. В. Бурлаченко. – Москва: РГАУ-МСХА имени К.А. Тимирязева, 2020. – 354 с. – ISBN 978-5-9675-1787-7.
- Физическое моделирование контрвихревых сооружений и оборудования: монография / В. К. Ахметов, В. В. Волшаник, А. Л. Зуйков, Г. В. Орехов. – Москва: Издательство МИСИ-МГСУ, 2018. – 373 с. – ISBN 978-5-7264-1857-5.
- Орлов, Б. В. Управление стоком с территории мегаполиса: монография / Б. В. Орлов, И. Г. Бойкова, В. В. Волшаник. – Москва: Издательство МИСИ-МГСУ, Ай Пи Эр Медиа, АСВ, 2014. – 330 с. – ISBN 978-5-7264-0954-2.
- Мамин, Р. Г. Геоэкология и ресурсные возможности регионов Сибири: монография / Р. Г. Мамин, Г. Н. Щенникова, В. В. Волшаник. – Москва: АСВ, 2010. – 224 с. – ISBN 978-5-93093-788-6.
- Волшаник, В. В. Конструкции водяных и ветряных мельниц России XIX-XX веков: монография / В. В. Волшаник, А. Н. Юрченко. – Москва: Издательство МИСИ-МГСУ, 2010. – 344 с. – ISBN 978-5-93093-794-7.
- Зуйков, А. Л. Аналитическое исследование структуры закрученного потока вязкой несжимаемой жидкости в цилиндрической трубе: монография / А. Л. Зуйков, В. В. Волшаник. – Москва: Издательство МИСИ-МГСУ, 2001. – 66 с. – ISBN 5-7264-0078-X.
- Карелин, В. Я. Сооружения и оборудование малых гидроэлектростанций: монография / В. Я. Карелин, В. В. Волшаник; Под ред. Г. В. Орехова. – Москва: Энергоатомиздат, 1986. – 199 с.